# 大中臣真主
大中臣 真主（おおなかとみ の まぬし、生没年不詳）は、平安時代初期から前期にかけての貴族。阿波守・大中臣宿奈麻呂の孫、越後掾・大中臣真公の子。官位は従五位上・常陸介。

## 経歴
仁明朝後期の承和14年（847年）従五位下に叙爵する。
斉衡3年（856年）左京亮次いで民部少輔に任ぜられるが、文徳朝末の天安2年（858年）美作介に転じ、翌貞観元年（859年）従五位上に叙せられた。貞観7年（865年）常陸介とその後も地方官を務めている。

## 官歴
『六国史』による。
- 時期不詳：正六位上
- 承和14年（847年） 正月7日：従五位下
- 斉衡3年（856年） 2月8日：左京亮。5月25日：民部少輔
- 天安2年（858年） 正月16日：美作介
- 貞観元年（859年） 11月19日：従五位上
- 貞観7年（865年） 正月27日：常陸介

## 系譜
「中臣氏系図」（『群書類従』巻62所収）による。
- 父：大中臣真公
- 母：不詳
- 生母不詳の子女
  - 男子：大中臣時常
  - 男子：大中臣清行
  - 男子：大中臣兼善
  - 男子：大中臣忠門
  - 男子：大中臣時来